# Tir à l'arc aux Jeux européens de 2019
Navigation
Édition précédente Édition suivante
Les épreuves de tir à l'arc aux Jeux européens de 2019 ont lieu à Minsk, en Biélorussie, du 21 au 27 juin 2019. 8 épreuves sont au programme.

## Médaillés

### Hommes
| Épreuve                   | Or                                                          | Argent                                                   | Bronze                                                |
| ------------------------- | ----------------------------------------------------------- | -------------------------------------------------------- | ----------------------------------------------------- |
| Arc classique individuel  | Mauro Nespoli                                               | Steve Wijler                                             | Pablo Acha                                            |
| Arc classique par équipes | France Thomas Chirault Pierre Plihon Jean-Charles Valladont | Pays-Bas Sjef van den Berg Jan van Tongeren Steve Wijler | Italie Marco Galiazzo Mauro Nespoli David Pasqualucci |
| Arc à poulies individuel  | Mike Schloesser                                             | Gilles Seywert                                           | Mario Vavro                                           |

### Femmes
| Épreuve                   | Or                                                        | Argent                                                            | Bronze                                            |
| ------------------------- | --------------------------------------------------------- | ----------------------------------------------------------------- | ------------------------------------------------- |
| Arc classique individuel  | Tatiana Andreoli                                          | Lucilla Boari                                                     | Gabriela Bayardo                                  |
| Arc classique par équipes | Grande-Bretagne Sarah Bettles Naomi Folkard Bryony Pitman | Biélorussie Karyna Dziominskaya Karyna Kazlouskaya Hanna Marusava | Danemark Randi Degn Maja Jager Anne Marie Laursen |
| Arc à poulies individuel  | Toja Ellison                                              | Natalia Avdeeva                                                   | Sophie Dodémont                                   |

### Mixte
| Épreuve                   | Or                                  | Argent                                       | Bronze                                   |
| ------------------------- | ----------------------------------- | -------------------------------------------- | ---------------------------------------- |
| Arc classique par équipes | Italie Lucilla Boari Mauro Nespoli  | Grande-Bretagne Naomi Folkard Patrick Huston | Allemagne Michelle Kroppen Cedric Rieger |
| Arc à poulies par équipes | Russie Natalia Avdeeva Anton Bulaev | Pays-Bas Sanne de Laat Mike Schloesser       | Turquie Yeşim Bostan Evren Çağıran       |

## Tableau des médailles
| Rang  | Nation          | Or | Argent | Bronze | Total |
| ----- | --------------- | -- | ------ | ------ | ----- |
| 1     | Italie          | 3  | 1      | 1      | 5     |
| 2     | Pays-Bas        | 1  | 3      | 1      | 5     |
| 3     | Grande-Bretagne | 1  | 1      | 0      | 2     |
| 3     | Russie          | 1  | 1      | 0      | 2     |
| 5     | France          | 1  | 0      | 1      | 2     |
| 6     | Slovénie        | 1  | 0      | 0      | 1     |
| 7     | Biélorussie     | 0  | 1      | 0      | 1     |
| 7     | Luxembourg      | 0  | 1      | 0      | 1     |
| 9     | Allemagne       | 0  | 0      | 1      | 1     |
| 9     | Croatie         | 0  | 0      | 1      | 1     |
| 9     | Danemark        | 0  | 0      | 1      | 1     |
| 9     | Espagne         | 0  | 0      | 1      | 1     |
| 9     | Turquie         | 0  | 0      | 1      | 1     |
| Total | Total           | 8  | 8      | 8      | 24    |